# Pictures
Pour les articles homonymes, voir Picture.
Albums de Katie Melua
Piece by Piece The House
Pictures est le troisième album de Katie Melua sorti en 2007.

## Liste des titres
| 1.    | Mary Pickford (Used to Eat Roses) | Mike Batt                      | 3:12 |
| 2.    | All in My Head                    | Mike Batt, Katie Melua         | 4:03 |
| 3.    | If the Lights Go Out              | Mike Batt                      | 3:14 |
| 4.    | What I Miss About You             | Andrea McEwan, Katie Melua     | 3:48 |
| 5.    | Spellbound                        | Katie Melua                    | 3:00 |
| 6.    | What It Says on the Tin           | Mike Batt                      | 3:44 |
| 7.    | Scary Films                       | Mike Batt                      | 4:02 |
| 8.    | Perfect Circle                    | Molly McQueen, Katie Melua     | 4:01 |
| 9.    | Ghost Town                        | Mike Batt, Katie Melua         | 3:31 |
| 10.   | If You Were a Sailboat            | Mike Batt                      | 4:02 |
| 11.   | Dirty Dice                        | Andrea McEwan, Katie Melua     | 3:39 |
| 12.   | In My Secret Life                 | Leonard Cohen, Sharon Robinson | 4:23 |
| 44:44 |                                   |                                |      |